# Base d'aéronautique navale de Lanvéoc-Poulmic
La base d'aéronautique navale de Lanvéoc-Poulmic ou BAN Lanvéoc-Poulmic est une base d'aéronautique navale de la Marine nationale française, située au Poulmic à Lanvéoc, Finistère.

## Historique
La base d'hydravions de Lanvéoc-Poulmic fut créée en 1920 ; c'était alors l’un des 37 centres d'aviation maritime créés en France destinés à la surveillance et à la protection du littoral. Cette base est installée sur des terres qui avaient appartenu avant la Révolution française aux barons de Poulmic. Cette base est rebaptisée « Centre d'aéronautique maritime » en 1935 et « Base d'aéronautique navale de Lanvéoc-Poulmic » le 6 avril 1937.
Le journal L'Ouest-Éclair décrit le site en ces termes :

« (...) La solution Lanvéoc-Poulmic est éminemment favorable, du fait de la disposition naturelle des lieux. L'échelle en est si vaste qu'il n'y a pour ainsi dire pas d'obstacles aux extensions futures de l'aérodrome, tout entier situé sur des terrains de lande, placé sur la hauteur et dégagé de tous les côtés. La base d'hydravions, dont le plan d'eau est le mieux abrité de toute la rade, se prête admirablement à la construction d'un port et de terre-pleins, si difficiles et si coûteux à créer à Brest. (...). Son seul défaut réside dans la longueur et les difficultés de la liaison terrestre avec Brest. Il faudra le pallier au moyen d'un service rapide de vedettes entre Lanvéoc et [Brest]. »

De nombreux hommes politiques ont visité la base : par exemple en juin 1935 François Piétri, et le 28 juillet 1938, César Campinchi, alors ministres de la Marine ; en juillet 1939, c'est au tour du président du Conseil Édouard Daladier.
En mai 1936, un hydravion de la base des Quatre-Pompes se rendant à celle de Lanvéoc-Poulmic tomba à la mer ; le pilote fut tué. Le 12 janvier 1939, un hydravion de la base de Lanvéoc-Poulmic s'écrasa à Plomodiern, l'accident fit 3 morts et 1 blessé grave.
Le 9 août, la Royal Air Force bombarda la base d'hydravions de Poulmic, alors occupée par les Allemands. Ce fut le premier d'une série de bombardements qui visaient la base aéronavale, mais qui touchèrent aussi le bourg de Lanvéoc ; la base fut bombardée 18 fois pendant la Seconde Guerre mondiale, notamment le 6 janvier 1942, les 22, 23 et 24 septembre 1943, le 8 octobre 1943 (ce fut le bombardement le plus meurtrier : il fit 5 morts et de nombreux blessés dans le bourg de Lanvéoc), les 14, 24 et 25 octobre 1943, les 8, 9 et 25 mai 1944, le 3 septembre 1944, etc.. Ces bombardements provoquèrent de nombreux morts civils et la destruction de l'école des garçons.jusqu'à sa reprise par les Alliés le 17 septembre 1944.
En 1945, les destructions importantes subies par l’École navale de Saint-Pierre-Quilbignon pendant la Seconde Guerre mondiale ne permettaient pas d’accueillir rapidement les élèves officiers dans des conditions acceptables. Elle fut transférée dans des baraquements provisoires à la base d'hydravions de Lanvéoc, située dans la baie du Poulmic. Les bâtiments définitifs de la nouvelle École navale à cet endroit furent inaugurés en 1965 par le général De Gaulle.

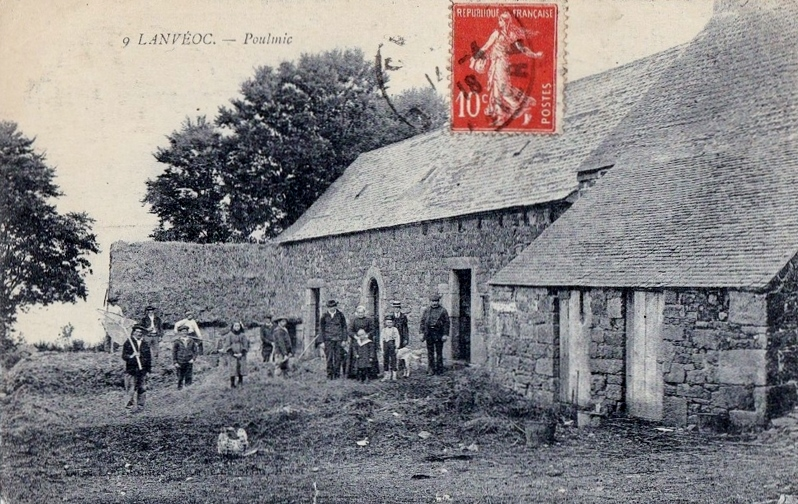
L'ancien manoir des barons de Poulmic, détruit lors de la création de la base d'hydravions en 1920.

## Les unités présentes sur la BAN
- Flottille 32F
- Flottille 33F
- Flottille 34F/ESHE
- Escadrille 50S
- Centre d'entraînement à la survie et au sauvetage de l'aéronautique navale (CESSAN)
- Centre d'entraînement et d'instruction de Lanvéoc-Poulmic (CEI)

## Galerie photos

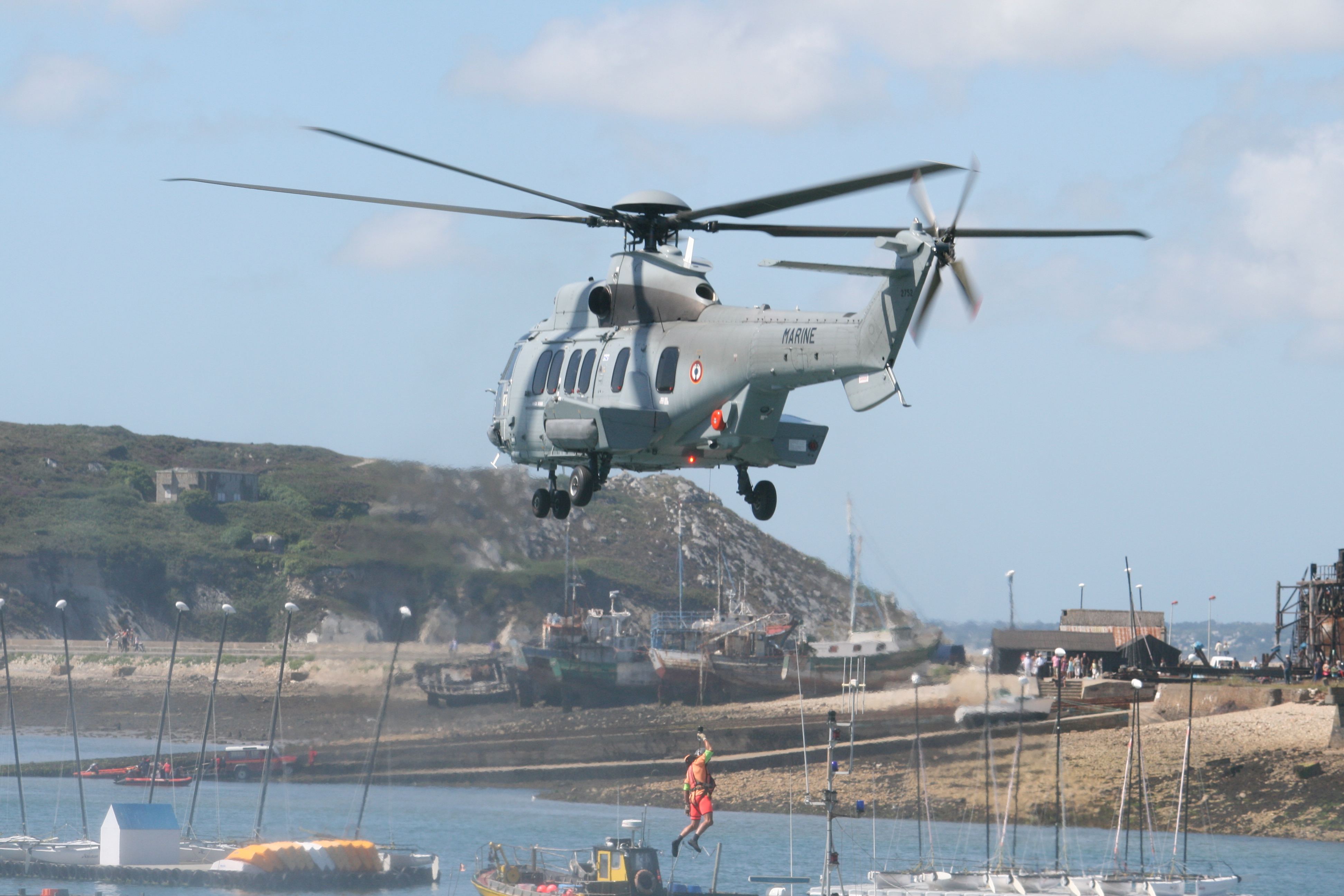
Un EC225 à Camaret-sur-Mer en 2010.
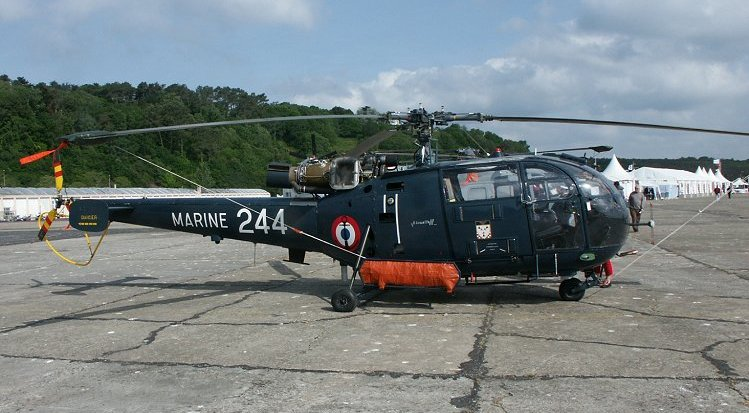
Une Alouette III de l'escadrille 22S sur le tarmac de la BAN Lanvéoc.
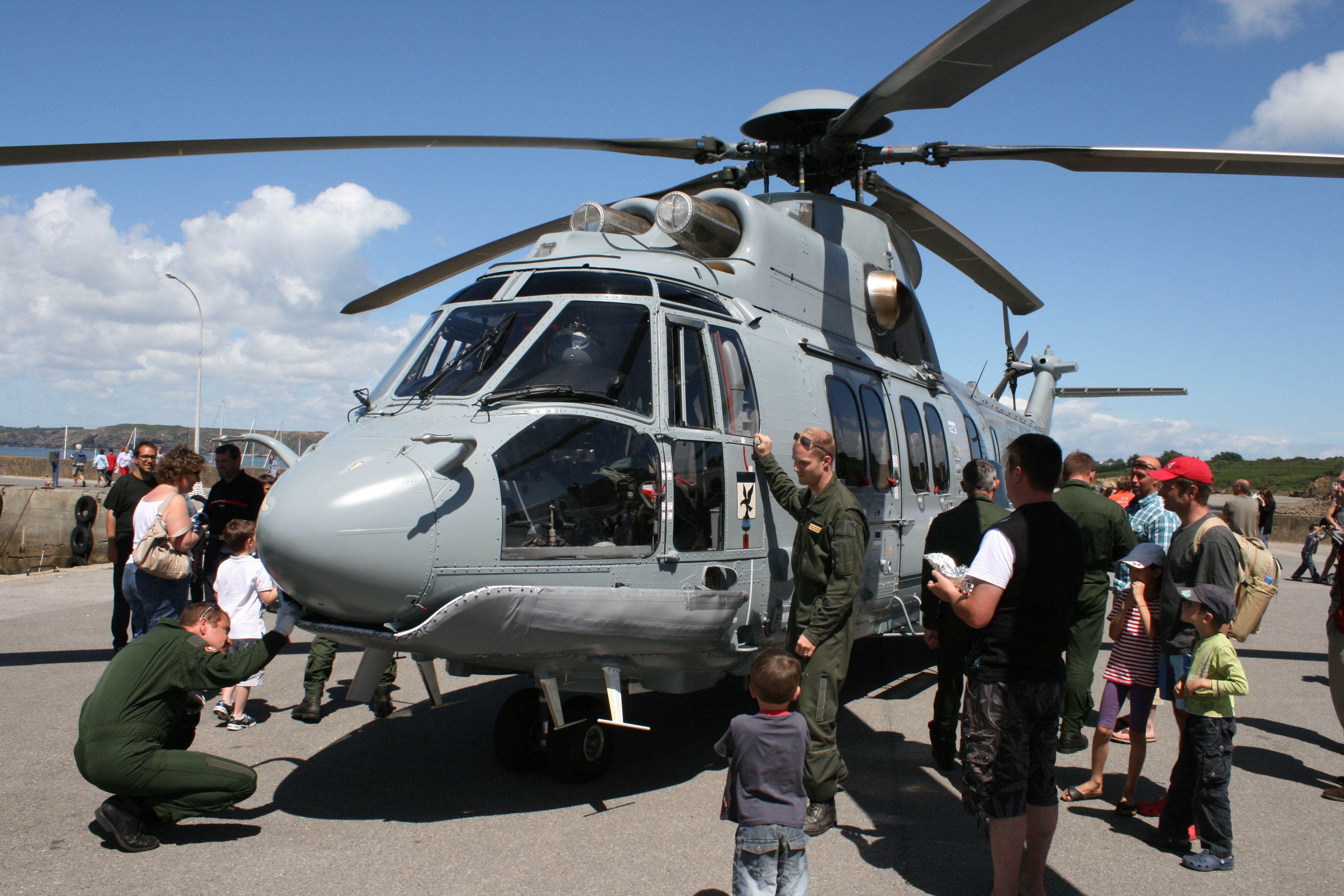
Hélicoptère de sécurité maritime (SECMAR) de la BAN de Lanvéoc-Poulmic lors de la journée de sécurité en mer sur le quai Téphany à Camaret-sur-Mer.
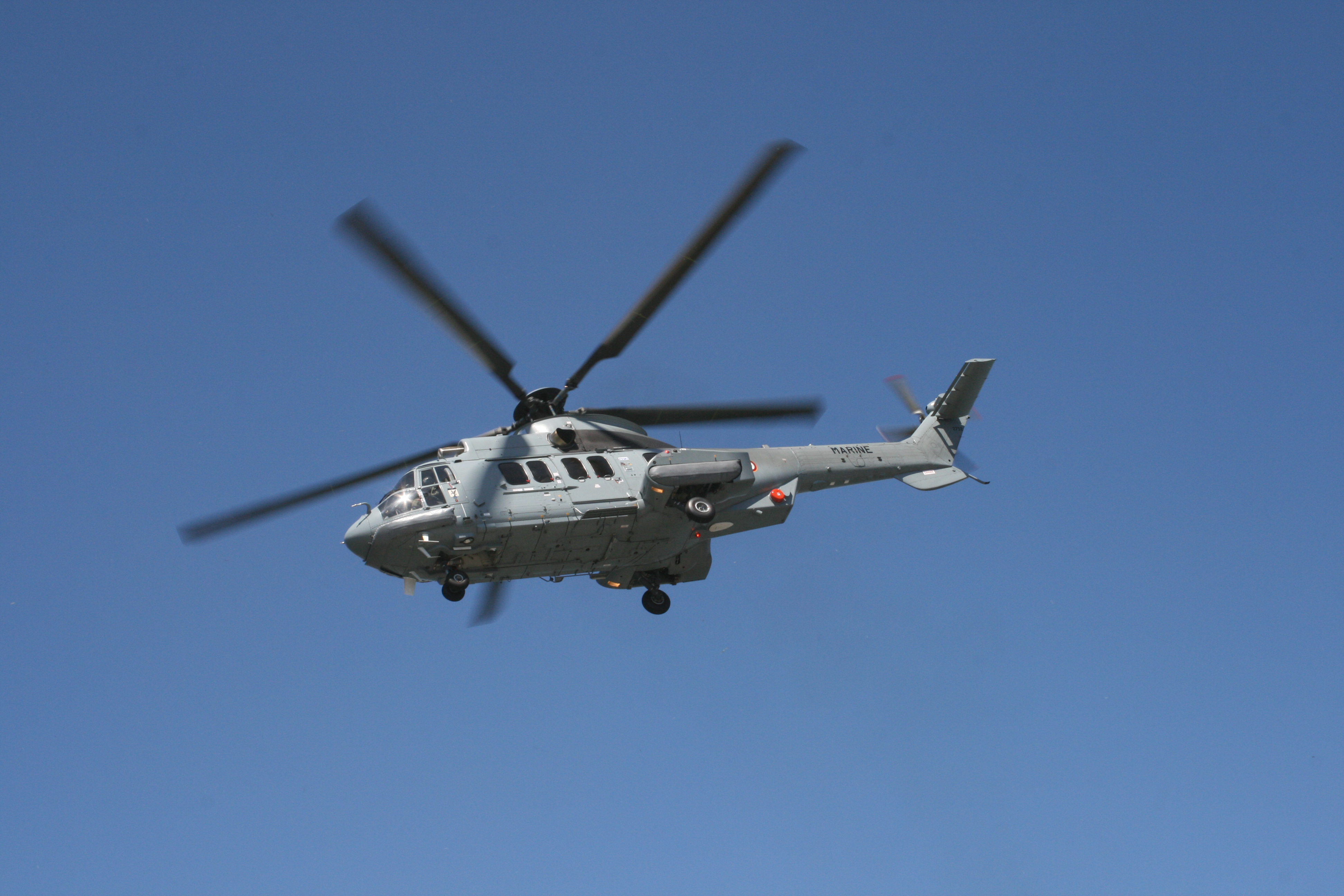
Hélicoptère de sécurité maritime (SECMAR) de la BAN de Lanvéoc-Poulmic.
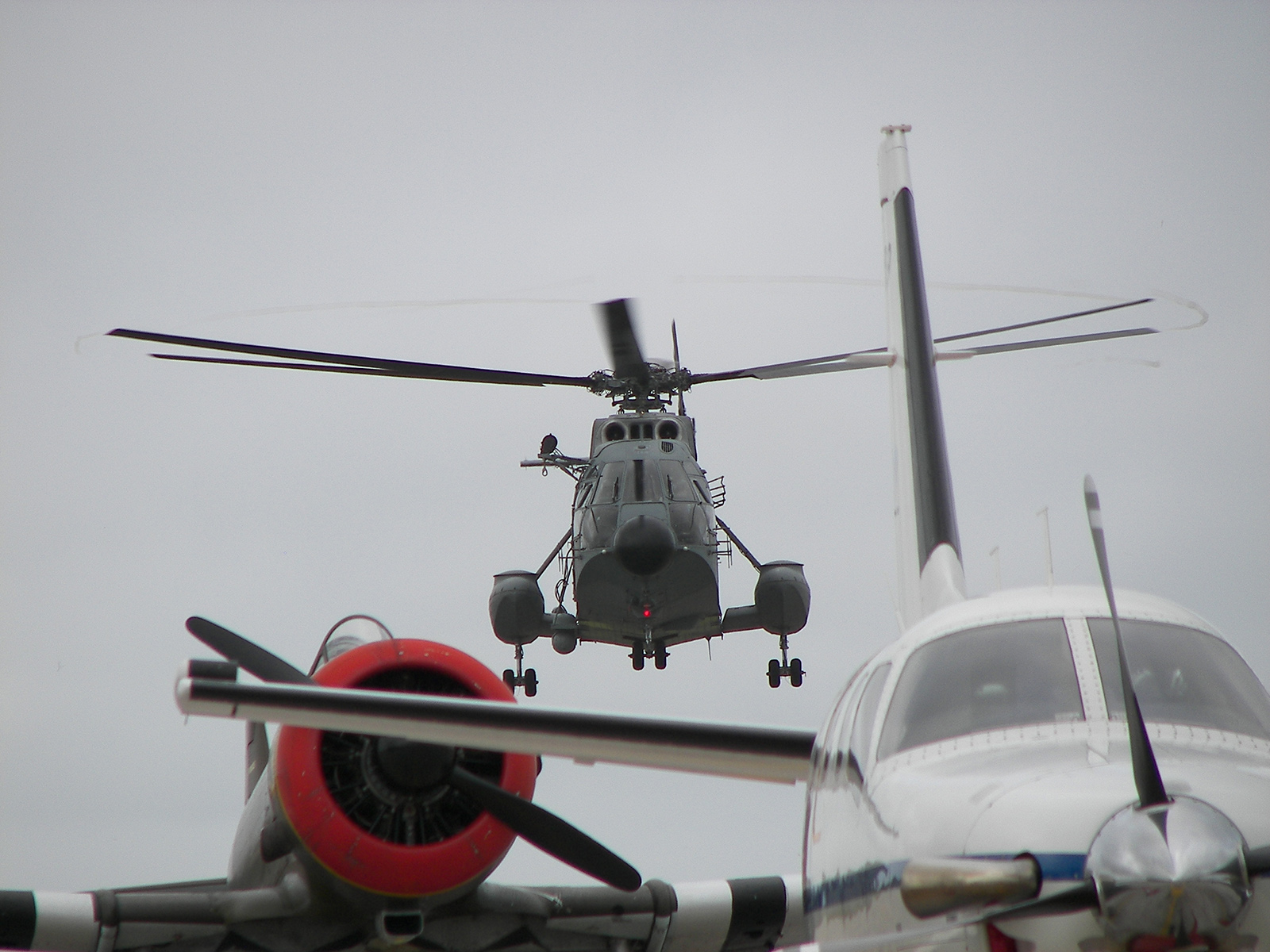
Super frelon de la flottille 32F lors du meeting du 1er juillet 2007 de la BAN Lanvéoc-Poulmic.